# Oliviero Mascheroni
Oliviero Mascheroni (Milano, 11 giugno 1914 – Galliate, 27 novembre 1987) è stato un calciatore italiano, di ruolo ala.
È il padre di Riccardo, Norberto, Mauro e nonno di Oliviero Jr, tutti calciatori.

## Carriera
Giocò in Serie A con Milan, Sampierdarenese, Roma, Novara, Torino ed Ambrosiana-Inter. Ha chiuso la carriera giocando con la Pro Patria il Torneo di Guerra Lombardo.